# Gwiazdozbiór Erydanu
Erydan (łac. Eridanus, dop. Eridani, skrót Eri) – rozległy gwiazdozbiór nieba równikowego, szósty co do wielkości, znany starożytnym, którzy kojarzyli go z Nilem, Eufratem, Gangesem lub dowolną inną większą rzeką. Liczba gwiazd dostrzegalnych nieuzbrojonym okiem: około 100. W Polsce widoczny częściowo zimą. W całości widoczny na południe od równoleżnika 32°N.

## Mity i legendy
Dla starożytnych astronomów gwiazdy Erydanu niemal zawsze przedstawiały rzekę. Dla Rzymian reprezentował Pad, dla innych Ren, Nil, Tygrys albo Eufrat.
W mitologii greckiej Erydan to rzeka w Hadesie, miejsce męczarni Tantala, lub rzeka, w której zatonął Faeton. Był on śmiertelnym synem boga Słońca, Heliosa i okeanidy Klimene – nimfy morskiej. Młodzieniec, chcąc dowiedzieć się prawdy o swoim pochodzeniu, udał się do świątyni Heliosa. Tam bóg potwierdził jego historię oraz obiecał, że spełni jego jedno życzenie. Faeton chciał przez jeden dzień powozić po niebie Rydwanem Słońca. Szybko jednak zrozumiał, że nie panuje nad potężnymi i kapryśnymi końmi. Wiele miejsc na Ziemi zostało spalonych albo wysuszonych. Żeby położyć temu kres, Zeus raził Faetona piorunem, rydwan z końmi wpadł do Erydanu, a żar przestał lać się z nieba.
Po uporządkowaniu przez Europejczyków południowych gwiazdozbiorów Erydan rozciągnął się daleko na południe, aż do jasnej gwiazdy Achernar.

## Gwiazdy Erydanu
W czasach nowożytnych na jednym końcu rzeki jest Alfa Erydanu, czyli Achernar (arab. „koniec rzeki”), drugi koniec wyznacza Beta Erydanu, nazywana też Cursa („podnóżek”), leżąca obok Rigela w Orionie. Achernar jest dziewiątą gwiazdą pod względem jasności na niebie. Jest to gorący niebieski olbrzym typu B, prawie sześć razy cięższy i pięć tysięcy razy jaśniejszy od Słońca.
- Theta Eridani kiedyś wyznaczała drugi koniec rzeki i jej nazwa Acamar ma to samo znaczenie co Achernar. Ta pokazowa podwójna para gwiazd typu A znajduje się w odległości 160 lat świetlnych od nas.
- Omikron2 w północnej części konstelacji jest potrójnym układem gwiezdnym, leżącym w odległości zaledwie 16 lat świetlnych od Słońca. Składa się z pomarańczowego karła, okrążanego przez podwójną parę – małego czerwonego karła i białego karła. Jest to jeden z najjaśniejszych i najlepiej widocznych białych karłów na niebie[1].
- Ni Eridani to gwiazda zmienna typu Beta Cephei. Jest to olbrzym o typie widmowym B2[4].

## Interesujące obiekty
Erydan znajduje się daleko od płaszczyzny Drogi Mlecznej, więc najliczniejsze obiekty mogące zainteresować astronomów amatorów to galaktyki, z których wiele jest jasnych i interesujących.
- Galaktyka spiralna NGC 1291 w 15-centymetrowym teleskopie ukazuje blady skrawek mgły z małym jaśniejszym punktem w centrum.
- Widoczna z boku spirala NGC 1532 wygląda jak podobny do igły skrawek mgły o średnicy równej niemal połowie średnicy Księżyca; w 20-centymetrowym teleskopie widać też, że ma niedużego towarzysza – galaktykę eliptyczną.
- Na północnym końcu konstelacji znajduje się kolejna jasna, widoczna z boku galaktyka spiralna NGC 1232, doskonale widoczna w 15-centymetrowym teleskopie.
- NGC 1300 to archetypiczna galaktyka spiralna z poprzeczką, ale potrzeba dużego teleskopu, aby zobaczyć jej dwa piękne symetryczne ramiona.
- NGC 1535 to jedna z pokazowych mgławic planetarnych. W 20-centymetrowym teleskopie widać ją jako mały jasny dysk o lazurowym zabarwieniu i rozmazanych krawędziach[1].

## Planety pozasłoneczne
Epsilon Eridani (ε Eri, Ran) to pomarańczowy karzeł typu spektralnego K2, oddalony od Słońca o około 10,44 lat świetlnych. W 2000 roku odkryto krążącą wokół niego z okresem 2502 ± 10 dni planetę pozasłoneczną o masie 1,55 ± 0,24 masy Jowisza. W Polsce gwiazda widoczna jest na niebie w okresie zimowym. Znajduje się na podobnej wysokości co Rigel w konstelacji Oriona. Przypuszcza się, że może znajdować się w tym układzie jeszcze co najmniej jedna planeta.
W roku 2011 przy gwieździe e Eridani (HD 20794) odkryto trzy planety oznaczone jako HD 20794 b, c, d. Ich odległość od Słońca wynosi około 19,77 lat świetlnych, a szacunkowe masy to odpowiednio 2,4, 2,7 i 4,8 masy Ziemi. Gwiazda centralna to karzeł o typie widmowym G8 i świeci z jasnością 4,26m.